# Índice de esbeltez
O índice de esbeltez é uma medida mecânica utilizada para estimar com que facilidade um pilar irá encurvar. É dado por:
Lf = comprimento de flambagem da peça em metros
i = raio de giração em metros
Se o índice de esbeltez crítico for maior que o índice de esbeltez padronizado do material, a peça sofre flambagem; se for menor, a peça sofre compressão.